# Панас (ім'я)
Пана́с — чоловіче особове ім'я, яке походить від українського імені грецького походження Афанасій (грец. Ἀθανάσιος — «Атанасіос»), що означає грец. αθανασία — «безсмертя», «безсмертний». Інші варіанти цього імені Атанас, Опанас, Танас.

## Ім'я Панас іншими мовами
- біл., кирг. і рос. Панас
- англ., азерб. і есп. Panas
- фр., пол., рум. і нім. Panas
- масрі پاناس

## Варіанти імені Панас
- Панас (значення)
- Афанасій (значення)
- Атанасій (значення)
- Панаська